# Paguinapua illota
Paguinapua illota är en insektsart som beskrevs av Young 1986. Paguinapua illota ingår i släktet Paguinapua och familjen dvärgstritar. Inga underarter finns listade i Catalogue of Life.